# Angerona diluta
Angerona diluta är en fjärilsart som beskrevs av Williams 1947. Angerona diluta ingår i släktet Angerona och familjen mätare. Inga underarter finns listade i Catalogue of Life.